# Badis juergenschmidti
Badis juergenschmidti är en fiskart som beskrevs av Anton Karl Schindler och Linke 2010. Badis juergenschmidti ingår i släktet Badis och familjen Badidae. Inga underarter finns listade.